# Molécule synthétique
En chimie organique, les molécules synthétiques sont préparées par synthèse totale. Leur variété est considérable.
Les polymères sont les ingrédients de base des matières plastiques et des caoutchoucs. Ce sont souvent des composés organiques synthétisés à partir de combustibles fossiles. Voir aussi Modification chimique d'un polymère.
En parfumerie, on utilise la synthèse totale pour créer des arômes artificiels.
Les molécules artificielles, quant à elles, résultent de la transformation chimique de molécules naturelles. Ces dernières sont issues des règnes végétal ou animal (origine biologique). Voir aussi Hémisynthèse.

## Exemples

L'acide acétylsalicylique (aspirine) est une molécule de synthèse.
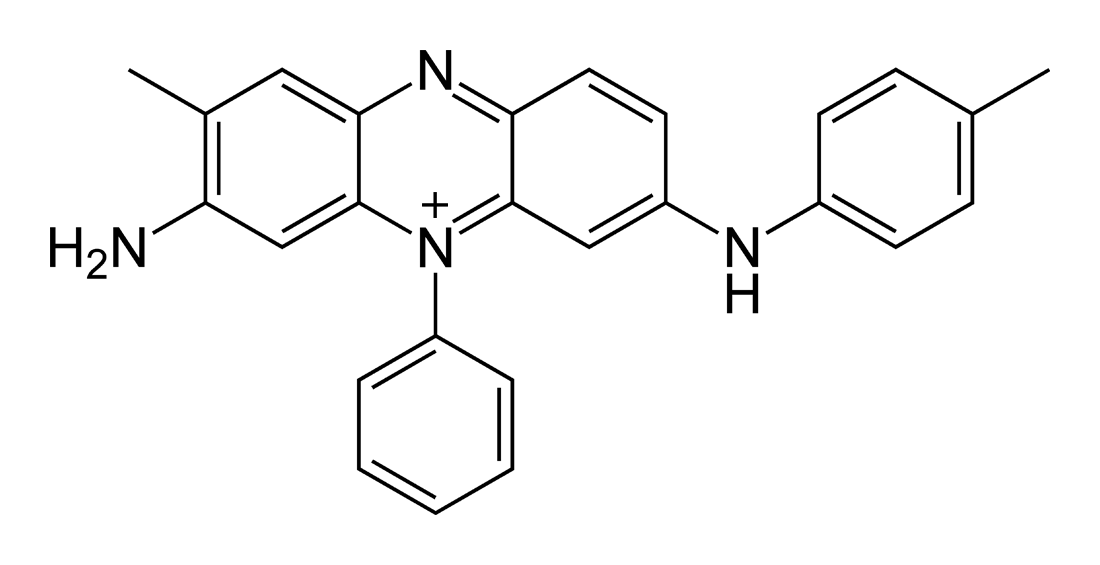
La mauvéine fut le premier colorant industriel synthétique.
La synthèse totale de la vitamine B12, réalisée de 1961 à 1972 par Robert Burns Woodward, Albert Eschenmoser et une centaine de chercheurs, a nécessité 70 étapes.
L'acétate de cellulose est un polymère artificiel, car issu de la cellulose.